# Union Bancaire Privée
Union Bancaire Privée — швейцарский частный банк, занимается управлением активами и персональным банковским обслуживанием.

## История
Банк Compagnie de Banque et d’Investissements (CBI, «Банковская и инвестиционная компания») основал в 1969 году Эдгар де Пиччотто, родившийся в 1930 году в Бейруте (Ливан). Он одним из первых начал инвестировать в хедж-фонды. В 1989 году было открыто отделение в Токио. В 1990 году был поглощён женевский частный банк Trade Development Bank, до этого принадлежавший American Express, после чего CBI сменил название на Union Bancaire Privée (UBP, «Частный банковский союз»). В 2002 году была куплена Discount Bank and Trust Company. С началом мирового финансового кризиса начался отток вкладов в банк, ускорившийся после сообщения о том, что клиенты банка потеряли 700 млн долларов на крахе финансовой пирамиды Бернарда Мейдоффа. В 2011 году был приобретён швейцарский филиал ABN AMRO. Следующим приобретением в 2013 году стало расположенное в Женеве подразделение частного банкинга Lloyds Banking Group. Через два года был куплен международный бизнес частного банка Coutts, входившего в состав Royal Bank of Scotland Group. В марте 2016 года Эдгар де Пиччотто умер, после него пост председателя совета директоров занял его старший сын Даниэль.

## Собственники и руководство
Банк является частным и принадлежит семье Пиччотто через холдинговую компанию CBI Holding SA
- Даниэль де Пиччотто (Daniel de Picciotto) — председатель совета директоров с 2016 года, в банке с 1985 года.
- Ги де Пиччотто (Guy de Picciotto) — главный исполнительный директор (CEO) с 1998 года, в банке с 1988 года.

## Деятельность
Активы под управлением по состоянию на конец 2022 года составляли 140,4 млрд швейцарских франков. В списке крупнейших компаний мира по управлению активами за 2022 год Union Bancaire Privée занял 134-е место ($175 млрд).